# 26. junij
26. junij je 177. dan leta (178. v prestopnih letih) v gregorijanskem koledarju. Ostaja še 188 dni.

## Dogodki
- 684 – Benedikt II. postane papež
- 1109 – križarji zavzamejo in opustošijo Tripoli v današnjem Libanonu
- 1483 – Rihard III. postane angleški kralj
- 1797 – Charles Newbold patentira železni plug
- 1819 – patentirano dvokolo
- 1843 – Hongkong postane britanska kolonija
- 1906 – v Le Mansu poteka prva avtomobilistična dirka za Veliko nagrado, Velika nagrada Francije
- 1924 – ameriške okupacijske enote zapustijo Dominikansko republiko
- 1940 – ZSSR zahteva od Romunije vrnitev Besarabije in Bukovine
- 1941 – finski predsednik ZSSR uradno napove vojno
- 1944:
  - Rdeča armada osvobodi Vitebsk
  - začetek splošne stavke na Danskem
- 1945 – podpisana ustanovna listina Organizacije združenih narodov
- 1946 – zahodni zavezniki vzpostavijo zračni most za oskrbovanje Zahodnega Berlina
- 1959 – uradno odprta pomorska pot sv. Lovrenca
- 1963 – John Fitzgerald Kennedy izreče »Ich bin ein Berliner«
- 1975 – Indira Gandhi vzpostavi avtoritativno oblast v Indiji
- 1977 – zadnji koncert Elvisa Presleya
- 1979 – boksar Mohamed Ali se upokoji
- 1991 – na ljubljanskem Trgu republike slovesno razglašena neodvisnost Slovenije
- 1997:
  - J. K. Rowling je izdala prvo knjigo zbrike Harry Potter: Harry Potter in kamen modrosti
  - vrhovno sodišče ZDA razsodi, da je zakon o »dostojnosti komunikacij« v nasprotju z ustavo
- 2003 – vrhovno sodišče ZDA razsodi, da so zakoni o »sodomiji« neustavni

## Rojstva
- 1452 – Georgij Gemist Pleton, bizantinski humanist (* 1355)
- 1653 – André-Hercule de Fleury, francoski kardinal, predsednik vlade (možen datum rojstva tudi 22. junij) († 1743)
- 1730 – Charles Messier, francoski astronom († 1817)
- 1824 – sir William Thomson, znan kot lord Kelvin, škotski fizik, inženir († 1907)
- 1854 – sir Robert Laird Borden, kanadski predsednik vlade († 1937)
- 1869 – Martin Andersen Nexø, danski pisatelj († 1954)
- 1881 – Anton Breznik, slovenski jezikoslovec († 1944)
- 1892:
  - Pearl S. Buck, ameriška pisateljica, nobelovka 1938 († 1973)
  - Juš Kozak, slovenski pisatelj († 1964)
- 1898 – Willy Messerschmitt, nemški letalski konstruktor († 1978)
- 1907 – Ignac Koprivec, slovenski pisatelj, novinar in urednik († 1980)
- 1908 – Salvador Allende Gossens, čilski predsednik († 1973)
- 1916 – Zlatko Prica, hrvaški slikar († 2003)
- 1919 – Richard Elliott Neustadt, ameriški politični zgodovinar († 2003)
- 1925 – Pavel Ivanovič Beljajev, ruski kozmonavt († 1970)
- 1933 – Claudio Abbado, italijanski dirigent († 2014)
- 1956 – Chris Isaak, ameriški pop pevec
- 1961 – Greg LeMond, ameriški kolesar

## Smrti
- 116 pr. n. št. – Ptolemaj VIII. Everget, faraon iz Ptolemajske dinastije (* okoli 182 pr. n. št.)
- 363 – Julijan Odpadnik (Flavij Klavdij Julij), rimski cesar (* 331 ali 332)
- 1095 – Robert Lotarinški, angleški škof Hereforda
- 1265- Ana Legniška, velika vojvodinja žena Poljske  (* 1204)
- 1274 – Nasir at-Tusi, arabski filozof, matematik, astronom, teolog, zdravnik, erudit (* 1201)
- 1533 – Sebastian Hofmeister, švicarski reformator (* 1476)
- 1541 – Francisco Pizarro, španski konkvistador (* 1475 ali 1478)
- 1688 – Ralph Cudworth, angleški filozof (* 1617)
- 1810 – Joseph Michel Montgolfier, francoski balonar (* 1740)
- 1835 – Antoine-Jean Gros, francoski slikar (* 1771)
- 1856 – Max Stirner, nemški filozof (* 1806)
- 1922 – Albert I., monaški knez (* 1848)
- 1941 – Georgios N. Hacidakis, grški jezikoslovec (* 1848)
- 1943 – Karl Landsteiner, avstrijski biolog, nobelovec 1930 (* 1868)
- 1947 – Richard Bedford Bennett, kanadski predsednik vlade (* 1870)
- 1958 – Andrija Štampar, hrvaški zdravnik, diplomat (* 1888)
- 1963 – France Grivec, slovenski teolog, zgodovinar, slavist (* 1878)
- 1964 – Gerrit Rietveld, nizozemski arhitekt (* 1888)
- 1975 – Josemaría Escrivá de Balaguer y Albás, španski duhovnik, ustanovitelj Opus Dei (* 1902)
- 1984 – Michel Foucault, francoski filozof (* 1926)
- 1991 – Ivan Kern, slovenski admiral (* 1898)
- 1993 – William Harrison Riker, ameriški politični znanstvenik (* 1920)
- 1996 – Veronica Guerin, irska novinarka († 1958)
- 1997 – Israel Kamakawiwoʻole, havajski glasbenik (* 1959)
- 1998 – Božo Šprajc, slovenski filmski režiser (* 1947)
- 2003 – Marc-Vivien Foé, kamerunski nogometaš (* 1975)

## Prazniki in obredi
- OZN - dan podpore žrtvam mučenja